# ژاکوب بیگلیسن
ژاکوب بیگلیسن (انگلیسی: Jacob Bigeleisen؛ زاده ۲ مهٔ ۱۹۱۹ درگذشته ۷ اوت ۲۰۱۰) یک دانشمند در زمینه شیمی بود. 